# American Golf Classic
O American Golf Classic foi um torneio masculino de golfe no PGA Tour, que foi disputado entre os anos de 1961 e 1971 no Firestone Country Club, em Akron, Ohio, Estados Unidos.
Jay Hebert vence a primeira edição (abertura) do torneio, ao derrotar Gary Player no segundo buraco de um playoff de morte súbita. Para começar o playoff, Herbert teve que fazer um putt birdie de 20 pés no 72.º buraco.
No ano de 1976, David Graham vence a última edição do torneio, o único jogador no campo Norte. Terminou com quatro tacadas de vantagem sobre Lou Graham.